# بيلا كارباتي
بيلا كارباتي (بالمجرية: Kárpáti Béla)‏ (مواليد 30 سبتمبر 1929) هو لاعب كرة قدم. يلعب مع منتخب المجر لكرة القدم. سبق له أن لعب في كأس العالم لكرة القدم مع منتخب بلاده.

## روابط خارجية
- بيلا كارباتي على موقع الاتحاد الدولي (مؤرشف)  (الإنجليزية)
- بيلا كارباتي على موقع قاعدة بيانات كرة القدم.إي يو (الإنجليزية)
- بيلا كارباتي على موقع ناشيونال فوتبول تيمز (الإنجليزية)
- بيلا كارباتي على موقع Soccerway.com (الإنجليزية)
- بيلا كارباتي على موقع عالم كرة القدم.نت (الإنجليزية)